# The Old Man and the Seat
"The Old Man and the Seat" er den andeti den fjerde sæson af Adult Swims tegnefilmserie Rick and Morty. Den er skrevet af Michael Waldron og instrueret af Jacob Hair, og afsnittet havde premiere den 17. november 2019.
Handlingen er løst baseret på bogen Den gamle mand og havet (originaltitel The Old Man and the Sea, 1952) af Ernest Hemingway.
Afsnittet blev godt modtaget, og blev set af omkring 1,66 mio. personer ved første visning.